# 卑爾根冰原島峰
72°25′S 64°53′W / 72.417°S 64.883°W
卑爾根冰原島峰（英語：Bergen Nunataks），是南極洲的冰原島峰，位於帕爾默地，處於雜誌峰以北26公里，美國地質調查局根據該國海軍的空中照片繪入地圖，現時由南極條約體系管理。